# Ленко Дем'янович
Ленко́ Дем'янович (також Дома́нович) (? - після 1517) — вірменський боярин. Протопласт роду Ленковичів, згодом Ленкевичів-Іпогорських.

## Відомості
Ленко Дем'янович є репрезентантом кількох гілок роду Ленковичів, згодом Ленкевичів, Ленкевичів-Іпогорських, або ще Іпогорських-Ленкевичів. Відомо, що землевласницький рід Ленковичів мав землі у Київській, Пинській та Волинських землях. Згадується в записі Литовської метрики, що датований 27 квітня 1517 року. Отримав ним підтвердження на село Вишенки в Київському повіті від короля і великого князя Александра Ягеллончика. До того, отримав цей маєток від свого тестя Берендея.
Серед нащадків Ленка Домановича, відомими є його сини Теодор Ленкович, Ян Ленкович, Авраам Ленкович та Олехно Ленкович-Шпаківський, який згадується в 1517 році. Протягом XVI - XIX ст. рід послугувався гербами Корчак, Побуг, Корвін, Радван (різновид, поч. ХІХ ст).